# Rudolf Gugel

Rudolf Gugel

Rudolf Gugel (* 14. Februar 1908 in Nürnberg; † 20. Januar 1945 in Balz, Landkreis Landsberg an der Warthe) war ein deutscher Politiker (NSDAP).

## Leben und Wirken
Nach dem Besuch des Realgymnasiums und der städtischen höheren Handelsschule in Nürnberg durchlief Rudolf Gugel eine kaufmännische Ausbildung. Von 1927 bis 1932 arbeitete er als kaufmännischer Angestellter.
Im April 1928 übernahm Gugel Aufgaben als Gauführer der Hitlerjugend (HJ). Zum 1. Mai 1928 trat er der NSDAP bei (Mitgliedsnummer 87.373). Am 1. Januar 1933 wurde Gugel zum Gebietsführer der HJ in Franken und im April 1937 zum Obergebietsführer ernannt. Seit August 1933 amtierte er außerdem als Ratsherr der Stadt Nürnberg.
Vom 29. März 1936 bis zum Januar 1945 saß Gugel außerdem als Abgeordneter für den Wahlkreis 26 (Franken) im Deutschen Reichstag. Während des Zweiten Weltkrieges leistete er Militärdienst.
Gugel kam am 20. Januar 1945 während der Abwehrkämpfe gegen die Rote Armee im Oderraum (Landsberg/Frankfurt) durch Kampfhandlungen oder Suizid ums Leben.